# Площадь Республики (Алма-Ата)
Площадь Республики (каз. Республика алаңы) — расположена в Алма-Ате, в Бостандыкском и Медеуском районах, между проспектом Достык и улицей Желтоксан.

## История
Площадь была создана по решению первого секретаря ЦК Компартии Казахстана Д. А. Кунаева, так как с увеличением численности населения города, старая площадь в дни проведения массовых мероприятий не могла вместить нужное количество жителей города. Площадь открыта в 1975 году, в 1980 году официально как главная площадь столицы Казахстана (имени Брежнева), служила местом проведения массовых демонстраций, торжеств, праздников, военных парадов, массовых митингов, народных гуляний. После открытия новой площади имени Ленина (ныне Площадь Астаны) получила топоним «Старая площадь».
В 1982 году авторы площади, второй и последний раз в истории казахстанской архитектуры, получили Государственную премию СССР в области архитектуры.
В 1992 году на площади впервые стали праздновать Наурыз, так как во времена перестройки его разрешали скромно праздновать только на старой площади. Основным, самым главным и любимым праздником алматинцев отмечаемым на площади стал Наурыз. Ежегодно 22 марта с утра до ночи тысячи алматинцев приходили на площадь праздновать народный праздник весеннего равноденствия — Наурыз. На площади ежегодно 22 марта устанавливались шатры, где продавали баурсаки, коже, плов и безалкогольные напитки. Проходили праздничные концерты звезд Казахстанской эстрады.
В 2007 году на площади начали строительство подземного торгового развлекательного центра. Была снесена гранитная трибуна, площадь обнесли забором, большую часть Тянь-Шаньских елей вырубили, движение автотранспорта ограничили. До 2012 года символ независимости для всех казахстанцев — площадь Республики была изуродована котлованами и ямами. Алматинцы крайне негативно отнеслись к строительству.
В 2012 году строительство торгового центра было закончено.

## Архитектура
Центральным композиционным акцентом площади является здание ЦК Компартии Казахстана (ныне акимат Алма-Аты), вокруг которого формируется ансамбль зданий бывших института истории партии и министерства сельского хозяйства, Алматинского дворца школьников, аппаратно-студийного комплекса агентства «Хабар», магазина «Океан» и других. За архитектуру комплекса зданий площади группа архитекторов, строителей и конструкторов (Нурмаков К. К., Койшыбаев Н., Статенин А. Г., Туманян Ю. Б., Капанов А. К., Монтахаев К. Ж., Павлов М. П., Сейдалин Р. А.) удостоена Государственной премии СССР за 1982 год.
В центральной части площади находится Монумент независимости Казахстана.

## Памятник архитектуры
Площадь ранее имела статус Государственного Памятника архитектуры и градостроительства, в 2015 году исключена из Государственного списка памятников истории и культуры местного значения города Алма-Аты.

### Здания, являющиеся памятниками архитектуры
- Акимат города Алма-Аты (бывший ЦК Компартии Казахстана)
- Резиденция Первого президента Республики Казахстан, ул. Фурманова, 205
- Республиканский дворец школьников (бывший Республиканский дворец пионеров и школьников), пр. Достык, 114, угол ул. Сатпаева
- Монумент Независимости[5]

## Озеленение площади
Площадь была озеленена лиственными и хвойными деревьями. В 1981 году Д. А. Кунаевым и партийными работниками вдоль площади высажена аллея из 70 тянь-шаньских елей.
В 2007 году при строительстве подземного ТРЦ большая часть аллеи была вырублена.

## Названия площади
С 1980 года площадь именовали — Новой площадью, в 1982 году переименована в площадь имени Л. И. Брежнева.
1 апреля 1988 года опубликовано постановление ЦК КПСС, Президиума Верховного Совета СССР и Совета министров СССР о возвращении площади им. Л. И. Брежнева в городе Алма-Ата прежнего названия — Новая площадь.
23 мая 1990 года Верховный Совет Казахской Советской Социалистической Республики принял постановление о переименовании Новой площади в площадь Республики.

## Галерея

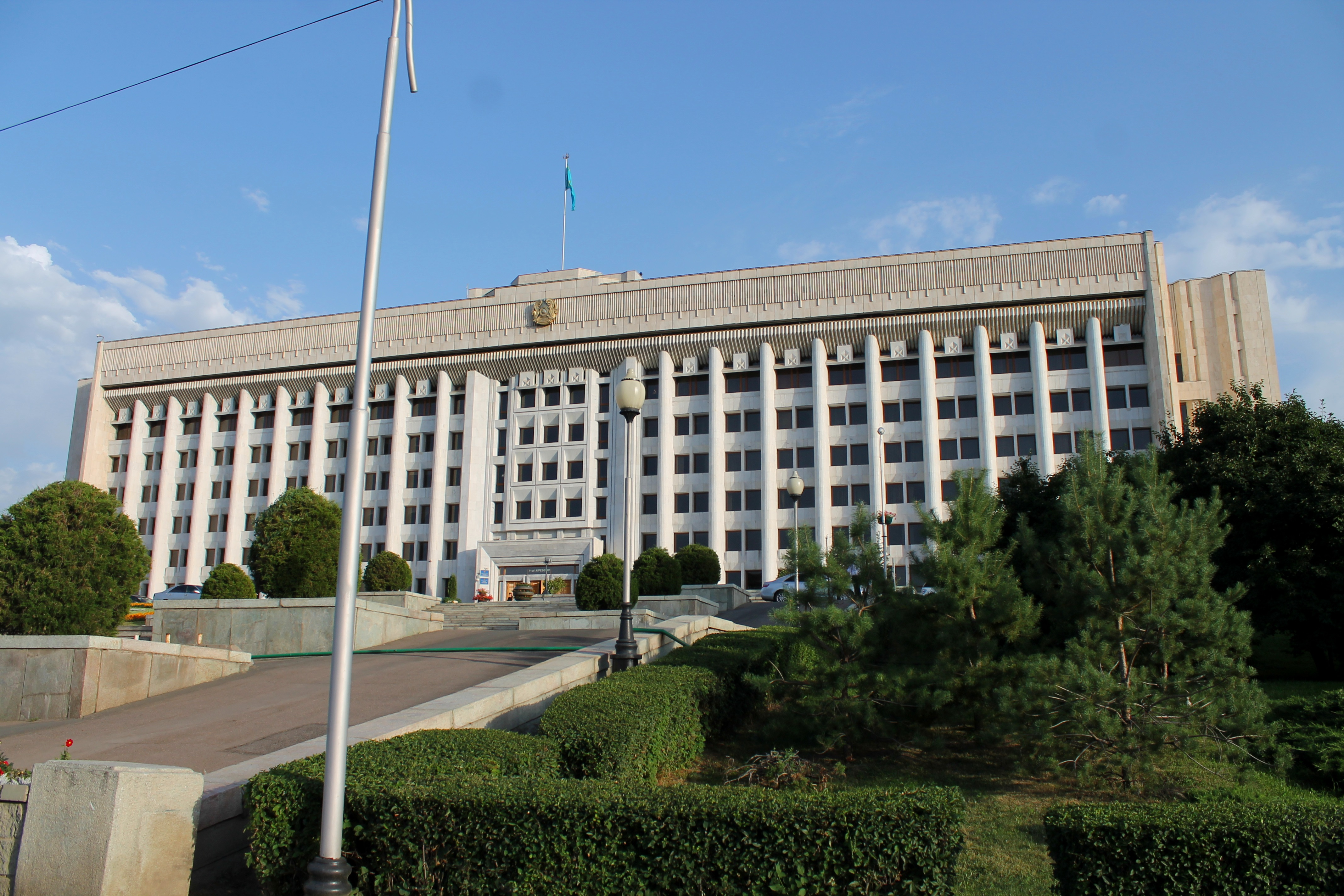
Акимат Алма-Аты на Площади Республики. Июль, 2015 года.